# Division 1 (Bélgica) 2004-05
La Primera División de Bélgica 2004/05 fue la 102.ª temporada de la máxima competición futbolística en Bélgica.

## Tabla de posiciones
| Pos | Equipo                       | PJ | PG | PE | PP | GF | GC | Pts | DG  | Notas                                                     |
| --- | ---------------------------- | -- | -- | -- | -- | -- | -- | --- | --- | --------------------------------------------------------- |
| 1   | Club Brugge                  | 34 | 24 | 7  | 3  | 83 | 25 | 79  | +58 | Clasificado a la Liga de Campeones de la UEFA 2005-06 [1] |
| 2   | R.S.C. Anderlecht            | 34 | 23 | 7  | 4  | 75 | 34 | 76  | +41 | Clasificado a la Liga de Campeones de la UEFA 2005-06 [1] |
| 3   | Racing Genk                  | 34 | 21 | 7  | 6  | 59 | 37 | 70  | +22 | Clasificado a la Copa de la UEFA 2005-06                  |
| 4   | Standard Liège               | 34 | 21 | 7  | 6  | 64 | 30 | 70  | +34 |                                                           |
| 5   | Charleroi                    | 34 | 19 | 7  | 8  | 47 | 34 | 64  | +13 | Clasificado a la Copa Intertoto de la UEFA 2005           |
| 6   | Gent                         | 34 | 18 | 5  | 11 | 46 | 36 | 59  | +10 | Clasificado a la Copa Intertoto de la UEFA 2005           |
| 7   | La Louvière                  | 34 | 12 | 8  | 14 | 43 | 43 | 44  | 0   |                                                           |
| 8   | Sporting Lokeren             | 34 | 11 | 11 | 12 | 36 | 38 | 44  | -2  | Clasificado a la Copa Intertoto de la UEFA 2005           |
| 9   | Germinal Beerschot           | 34 | 12 | 6  | 16 | 36 | 45 | 42  | -9  | Clasificado a la Copa de la UEFA 2005-06                  |
| 10  | Lierse                       | 34 | 12 | 5  | 17 | 57 | 60 | 41  | -3  |                                                           |
| 11  | Cercle Brugge                | 34 | 12 | 5  | 17 | 45 | 74 | 41  | -29 |                                                           |
| 12  | Westerlo                     | 34 | 11 | 6  | 17 | 34 | 54 | 39  | -20 |                                                           |
| 13  | Mouscron                     | 34 | 10 | 6  | 18 | 40 | 43 | 36  | -3  |                                                           |
| 14  | Sint-Truidense               | 34 | 10 | 6  | 18 | 40 | 58 | 36  | -18 |                                                           |
| 15  | Molenbeek Brussels Strombeek | 34 | 10 | 3  | 21 | 32 | 60 | 33  | -28 |                                                           |
| 16  | Beveren                      | 34 | 8  | 8  | 18 | 43 | 59 | 32  | -16 |                                                           |
| 17  | Oostende                     | 34 | 6  | 9  | 19 | 31 | 62 | 27  | -31 | Descenso a la Division II                                 |
| 18  | Mons                         | 34 | 7  | 5  | 22 | 39 | 58 | 26  | -19 | Descenso a la Division II                                 |

PJ = Partidos jugados; PG = Partidos ganados; PE = Partidos empatados; PP = Partidos perdidos; GF = Goles a favor; GC = Goles en contra; Pts = Puntos; DG = Diferencia de goles
[1] Club Brugge compite en los dieciseisavos de final de la Copa de la UEFA después de terminar tercero su grupo de Liga de Campeones.